# Municipio de Forest Prairie
El municipio de Forest Prairie (en inglés: Forest Prairie Township) es un municipio ubicado en el condado de Meeker en el estado estadounidense de Minnesota. En el año 2010 tenía una población de 972 habitantes y una densidad poblacional de 10,67 personas por km².

## Geografía
El municipio de Forest Prairie se encuentra ubicado en las coordenadas 45°17′10″N 94°26′44″O / 45.28611, -94.44556. Según la Oficina del Censo de los Estados Unidos, el municipio tiene una superficie total de 91.11 km², de la cual 88.02 km² corresponden a tierra firme y (3.39%) 3.09 km² es agua.

## Demografía
Según el censo de 2010, había 972 personas residiendo en el municipio de Forest Prairie. La densidad de población era de 10,67 hab./km². De los 972 habitantes, el municipio de Forest Prairie estaba compuesto por el 97.63% blancos, el 0.1% eran afroamericanos, el 0.1% eran amerindios, el 0.21% eran asiáticos, el 0.31% eran isleños del Pacífico, el 0.72% eran de otras razas y el 0.93% pertenecían a dos o más razas. Del total de la población el 1.65% eran hispanos o latinos de cualquier raza.